# فیل اسکات
فیل اسکات (انگلیسی: Phil Scott؛ زادهٔ ۴ اوت ۱۹۵۸) یک سیاست‌مدار آمریکایی است که فرماندار منتخب ورمانت است. او که جمهوریخواه است، در انتخابات سراسری سال ۲۰۱۶ با ۵۲ درصد آرا پیروز شد. او در حال حاضر معاون فرماندار ورمانت است. او از مالکان یک شرکت ساختمان‌سازی در ورمانت است.